# Dobrzyniec
Dobrzyniec – wieś sołecka w Polsce położona w województwie mazowieckim, w powiecie otwockim, w gminie Kołbiel.
W latach 1975–1998 miejscowość administracyjnie należała do województwa siedleckiego.
Wieś położona jest ok. 50 km na południowy wschód od centrum Warszawy nad rzeką Świder. Nazwa pochodzi od nazwiska pierwszego właściciela okolicznych ziem Wawrzyńca Dobrzynieckiego, który był rycerzem, podstolim czerskim. Owe ziemie podarował mu ówczesny król polski Zygmunt II August po włączeniu ich do Rzeczypospolitej w XVI wieku. Gospodarstwa są rozproszone, wieś liczy ok. 300 mieszkańców i ok. 70 gospodarstw. Przez wieś przebiega asfaltowa droga Glinianka – Grębiszew. Ludność trudni się głównie rolnictwem, ale dość duża grupa ludzi pracuje w innych branżach. Część mieszkańców, szczególnie młodych, pracuje w zakładzie produkującym drzwi usytuowanym w dawnym PGRze na terenie wsi. Na polach uprawia się najczęściej zboża, w niektórych gospodarstwach warzywa czy drzewa owocowe. Część wsi znajduje się na terenie rezerwatu Świder. We wsi jest sklep i bar, w centrum znajduje się zabytkowa drewniana szkoła z 1930 roku. Obecnie nie spełnia już funkcji edukacyjnej. W 1944 roku wieś została doszczętnie spalona, ocalało tylko jedno gospodarstwo, które stoi do dzisiaj, i szkoła. Jadąc drogą w kierunku Glinianki po lewej stronie są pozostałości po dawnym dworku; dziedzic wyemigrował tuż po wojnie, majątek przeszedł na własność państwa. Niedaleko wsi na terenie jednej z kolonii zwanej Górami jest żwirowa góra, z której rozpościera się piękny widok na malowniczą dolinę Świdra. Na tej to górze jeden z mieszkańców w latach 70. znalazł przypadkowo archeologiczny zabytek. Były to dwie urny prochowe zawierające spalone ludzkie szczątki pochodzące z ok. VIII w. prawdopodobnie były to szczątki Słowian z plemienia Mazowszan. Zabytek przekazany został pod wgląd archeologów i umieszczony w Muzeum Ziemi. W centrum wsi przy skrzyżowaniu dróg znajduje się kapliczka, przy której zbierają się wieczorami mieszkańcy, szczególnie starsi, w celu wspólnej modlitwy i śpiewów religijnych.
Wierni Kościoła rzymskokatolickiego należą do parafii św. Wawrzyńca w Gliniance.